# Shandon Baptiste
Shandon Baptiste (8 aprile 1998) è un calciatore grenadino, centrocampista del Luton Town.

## Carriera

### Club
Cresciuto nel settore giovanile dell'Oxford City, debutta in prima squadra il 29 agosto 2017 in occasione dell'incontro di Football League Trophy vinto 6-2 contro lo Stevenage. Successivamente viene prestato all'Hampton & Richmond in National League South per il resto della stagione.
Il 31 gennaio 2020 viene acquistato dal Brentford con cui sigla un contratto di quattro anni e mezzo; debutta in Championship l'11 novembre 2020 nel match pareggiato 1-1 contro il Leeds Utd. Termina la sua prima stagione in seconda serie con 13 presenze perdendo la finale dei play-off contro il Fulham.
La stagione seguente a causa di un infortunio rimediato contro il West Bromwich e costretto a rimanere ai box fino a giugno, con il club che riesce a centrare la promozione in Premier League grazie alla vittoria nei playoff.
Il 28 agosto 2021 debutta in Premier League giocando l'incontro pareggiato 1-1 contro l'Aston Villa.
Dopo 4 anni passati al Brentford, resta svincolato e il 6 luglio 2024 si accasa con il Luton Town, neo-retrocesso in Championship.

### Nazionale
Il 24 ottobre 2017 debutta con la nazionale grenadina giocando l'amichevole persa 5-0 contro Panama. Nel 2019 viene convocato per alcuni match di qualificazione per la CONCACAF Nations League ma declina in modo da non precludersi un'eventuale convocazione con l'Inghilterra.

## Statistiche

### Presenze e reti nei club
Statistiche aggiornate al 24 aprile 2025.
| Stagione          | Squadra            | Campionato        | Campionato | Campionato | Coppe nazionali | Coppe nazionali | Coppe nazionali | Coppe continentali | Coppe continentali | Coppe continentali | Altre coppe | Altre coppe | Altre coppe | Totale | Totale |
| Stagione          | Squadra            | Comp              | Pres       | Reti       | Comp            | Pres            | Reti            | Comp               | Pres               | Reti               | Comp        | Pres        | Reti        | Pres   | Reti   |
| ----------------- | ------------------ | ----------------- | ---------- | ---------- | --------------- | --------------- | --------------- | ------------------ | ------------------ | ------------------ | ----------- | ----------- | ----------- | ------ | ------ |
| 2017-2018         | Oxford Utd         | FL1               | 0          | 0          | FACup+CdL       | 0               | 0               |                    | -                  | -                  | EFL Trophy  | 2           | 0           | 2      | 0      |
| 2017-2018         | Hampton & Richmond | NL/S              | 21         | 0          |                 | -               | -               |                    | -                  | -                  |             | -           | -           | 21     | 0      |
| 2018-2019         | Oxford Utd         | FL1               | 9          | 0          | FACup+CdL       | 1+3             | 0+1             |                    | -                  | -                  | EFL Trophy  | 1           | 0           | 14     | 1      |
| 2019-2020         | Oxford Utd         | FL1               | 17         | 1          | FACup+CdL       | 3+4             | 1+1             |                    | -                  | -                  | EFL Trophy  | 3           | 1           | 27     | 4      |
| Totale Oxford Utd | Totale Oxford Utd  | Totale Oxford Utd | 26         | 1          |                 | 11              | 3               |                    | -                  | -                  |             | 6           | 1           | 43     | 5      |
| 2019-2020         | Brentford          | FLC               | 13         | 0          | FACup+CdL       | 0               | 0               |                    | -                  | -                  |             | -           | -           | 13     | 0      |
| 2020-2021         | Brentford          | FLC               | 1          | 0          | FACup+CdL       | 0+3             | 0               |                    | -                  | -                  |             | -           | -           | 4      | 0      |
| 2021-2022         | Brentford          | PL                | 22         | 1          | FACup+CdL       | 2+1             | 0               |                    | -                  | -                  |             | -           | -           | 25     | 1      |
| 2022-2023         | Brentford          | PL                | 23         | 0          | FACup+CdL       | 0+1             | 0               |                    | -                  | -                  |             | -           | -           | 24     | 0      |
| 2023-2024         | Brentford          | PL                | 10         | 1          | FACup+CdL       | 2+0             | 0               |                    | -                  | -                  |             | -           | -           | 12     | 1      |
| Totale Brentford  | Totale Brentford   | Totale Brentford  | 69         | 2          |                 | 9               | 0               |                    | -                  | -                  |             | -           | -           | 78     | 2      |
| 2024-2025         | Luton Town         | FLC               | 15         | 0          | FACup+CdL       | 0+1             | 0               |                    | -                  | -                  |             | -           | -           | 16     | 0      |
| Totale carriera   | Totale carriera    | Totale carriera   | 131        | 3          |                 | 21              | 3               |                    | -                  | -                  |             | 6           | 1           | 158    | 7      |

### Cronologia presenze e reti in nazionale
| Cronologia completa delle presenze e delle reti in nazionale ― Grenada | Cronologia completa delle presenze e delle reti in nazionale ― Grenada | Cronologia completa delle presenze e delle reti in nazionale ― Grenada | Cronologia completa delle presenze e delle reti in nazionale ― Grenada | Cronologia completa delle presenze e delle reti in nazionale ― Grenada | Cronologia completa delle presenze e delle reti in nazionale ― Grenada | Cronologia completa delle presenze e delle reti in nazionale ― Grenada | Cronologia completa delle presenze e delle reti in nazionale ― Grenada |
| Data                                                                   | Città                                                                  | In casa                                                                | Risultato                                                              | Ospiti                                                                 | Competizione                                                           | Reti                                                                   | Note                                                                   |
| ---------------------------------------------------------------------- | ---------------------------------------------------------------------- | ---------------------------------------------------------------------- | ---------------------------------------------------------------------- | ---------------------------------------------------------------------- | ---------------------------------------------------------------------- | ---------------------------------------------------------------------- | ---------------------------------------------------------------------- |
| 24-10-2017                                                             | Saint George's                                                         | Grenada                                                                | 0 – 5                                                                  | Panama                                                                 | Amichevole                                                             | -                                                                      | 72’                                                                    |
| 12-11-2017                                                             | Couva                                                                  | Trinidad e Tobago                                                      | 2 – 2                                                                  | Grenada                                                                | Amichevole                                                             | 1                                                                      |                                                                        |
| 23-3-2018                                                              | Belmopan                                                               | Belize                                                                 | 4 – 2                                                                  | Grenada                                                                | Amichevole                                                             | -                                                                      |                                                                        |
| Totale                                                                 |                                                                        | Presenze                                                               | 3                                                                      |                                                                        | Reti                                                                   | 1                                                                      |                                                                        |